# بردا (هلند)
بردا (به هلندی: Breda) یکی از شهرهای تاریخی کشور هلند است.
این شهر در جنوب هلند و در استان برابانت شمالی واقع شده‌است.
شهر بردا با ۱۷۳٫۲۸۴ جمعیت (در سال ۲۰۰۹) یکی از ۱۰ شهر بزرگ هلند به‌شمار می‌آید.
بردا در منطقه برابانت هلند پس از آیندهوون و تیلبورخ سومین شهر بزرگ است.
نام بردا ادغام‌شدهٔ دو واژهٔ brede (پهن) و Aa (نام رودخانه) است. از آن‌جا که منطقهٔ بردا محل پیوستن رود مارک به رود «آ» و بخش عریض «آ» به این نام معروف شده‌است.
بردا در قدیم شهری دارای برج و بارو و شهری با اهمیت نظامی و سیاسی بود.
مرکز شهر بردا دارای ساختمان‌های قدیمی دیدنی و است و شامل بخش‌هایی از خندقهای قدیمی شهر می‌شود. در ساختمان‌های گوناگون بردا به‌ویژه در بگیناژها (صحن‌های مسکونی راهبه‌وارها) و تئاتر قدیمی شهر سبک معماری دوره نوزایی و باروک دیده می‌شود.